# Castello di Craigmillar
Il castello di Craigmillar, ormai in rovina, sorge nei pressi di Edimburgo a tre miglia a sud-ovest del centro cittadino su una bassa collina a sud del moderno sobborgo omonimo. Costruito nel XIV secolo dalla famiglia Preston, feudataria della zona fu ampliato fra il XV e il XVI secolo fino a che nel 1660 fu venduto a Sir John Gilmour (1605-14 agosto 1641) che fece ulteriori lavori. I Gilmour lasciarono Craigmillar nel XVIII secolo ed il castello andò pian piano in rovina, attualmente è di proprietà dell'Historic Scotland.
Il castello è noto per il suo legame con Maria Stuarda; ella infatti vi arrivò per una convalescenza il 20 novembre 1566 a seguito di una malattia contratta poco dopo la nascita del figlio. Prima che ella partisse il 7 dicembre, che lei ne fosse a conoscenza o meno, venne siglato il Patto di Craigmillar che siglò il destino di suo marito, Enrico Stuart, Lord Darnley, che morì due mesi dopo.
Il castello di Craigmillar è uno dei castelli medievali meglio conservati di Scozia, la torre centrale, o Dongione, è circondata dalle mura difensive di un cortile particolarmente ben fatte. Oltre questa cinta muraria ve ne sono altre e sono tutte racchiuse in un cortile esterno che contiene una cappella e una Torre colombaia.

## Dai Baroni all'Historic Scotland
Le terre attorno a Craigmillar furono date ai monaci dell'Abbazia di Dunfermline da Davide I di Scozia nel XII secolo, nella stessa zona, nel 1342, vennero date delle terre alla famiglia Preston da Davide II di Scozia e ai monaci non rimase che un 1/3 del lascito originario giacché i Preston ne ebbero i restanti 2/3. Nel 1374 Roberto II di Scozia diede tutto ciò che ne restava a Simon Preston, sceriffo di Midlothian. Fu il figlio di Simon Preston, Simon, o suo nipote George Preston a iniziare i lavori della Casatorre, che oggi costituiscono il cuore del castello, i lavori dovettero essere già iniziati nel 1425 quando appare in un documento siglato a Craigmillar da Sir John Preston. Le mura cortilizie furono probabilmente aggiunte da Sir William Preston (morto 1453) che viaggiando in Francia e nel continente prese ispirazione per nuovi lavori. Egli riportò anche in Scozia il braccio di Sant'Egidio abate che presentò alla Cattedrale di Sant'Egidio dove esiste una cappella di Preston dedicata a lui. Nel 1480 John Stewart, conte di Mar (1456circa-1480circa), fratello di Giacomo III di Scozia venne imprigionato a Craigmillar con l'accusa di aver praticato la stregoneria contro la persona del re.
Nel 1511 Craigmillar divenne una baronia e un altro cortile venne eretto attorno agli altri forse da un altro Simon Preston (morto 1520), membro del Parlamento di Scozia nel 1487 che era succeduto al suo predecessore nel 1478. Nel settembre 1517 durante un'epidemia di peste a Edimburgo il piccolo Giacomo V di Scozia venne portato al castello fuori dalla portata del contagio, qui il suo tutore Antoine d'Arces fece creare nuove serrature per le sue stanze, due nuovi cancelli in ferro e una stalla per il mulo del sovrano. La cappella di famiglia, dentro al cortile esterno, viene citata per la prima volta nel 1523. Nel 1544, durante il Brutale corteggiamento, il castello venne dato alle fiamme da Edward Seymour, I duca di Somerset, il barone Simon Preston (1510circa-1570circa) lo ricostruì e servì parecchi anni come Lord Prevosto di Edimburgo, fedele servitore di Maria Stuarda che lo fece entrare nel consiglio privato.
Maria risiedette a Craigmillar due volte, nel 1563 e dal 20 novembre al 7 dicembre 1566. Tradizionalmente si ritiene che ella dormì in quella che prima era una piccola cucina nell'edificio principale anche se è assai più probabile che abbia soggiornato negli edifici più nuovi posti nell'ala est. Nel suo secondo viaggio era convalescente da una malattia contratta nel mese di ottobre e con lei v'erano numerosi nobili che si suppone le abbiano suggerito che il suo scomodo marito, Enrico Stuart, Lord Darnley avrebbe dovuto essere rimosso con il divorzio o con altri sistemi. Lì venne firmato il cosiddetto Patto di Craigmillar siglato dal segretario di Stato William Maitland di Lethington (1525-9 giugno 1573) e altri nobili fra cui James Hepburn, IV conte di Bothwell, Archibald Campbell V conte di Argyll (fra il 1532 e il 1537-12 settembre 1573) e George Gordon, V conte di Huntly. Il documento originale è andato perso, ma mostrava come l'intento dei cospiratori fosse quello di rimuovere Durnley, Maria era chiaramente scontenta del proprio matrimonio, ma pare anche che fosse inconsapevole che si stesse tramando per renderla di nuovo libera. All'inizio Durnley avrebbe dovuto soggiornare presso Craigmillar, ma infine preferì alloggiare a Kirk o' Field, nel centro di Edimburgo dove venne ucciso il 10 febbraio 1567. Dopo la fuga di Maria dalla Scozia il reggente John Erskine, conte di Mar (morto 28 ottobre 1572) fece base al castello durante l'assedio a Edimburgo ancora in mano ai lealisti della regina. Lo stesso Giacomo VI di Scozia fece visita a Craigmillar mentre era ospite di Sir David Preston nel 1589.
Quando Robert Preston morì nel 1639 il castello passò a un lontano cugino, David Preston di Whitehill e suo figlio vendette quindi Craigmillar a John Gilmour (morto 1671) nel 1660 che, nello stesso periodo, comprò anche la proprietà nota come The Inch. Gilmour fu un fedele realista e fu ben ricompensato per gli sforzi profusi per la restaurazione di Carlo II d'Inghilterra con un incarico politico. Gilmour apportò diversi lavori nell'ala ovest per renderla più moderna, ma già ai primi del XVIII secolo la famiglia preferì vivere a Inch House poco distante dal castello in direzione ovest. Il castello non venne mai più abitato e divenne una romantica particolarità all'interno della proprietà, già nel 1775 era in rovina quando il poeta John Pinkerton (17 febbraio 1758-10 marzo 1826) scrisse Craigmillar Castle: an Elegy. Il castello divenne un'attrazione turistica già verso la fine del XVIII secolo e venne ritratto da numerosi artisti. Nel 1842 venne proposto di rimetterlo in piedi perché lo potesse usare la regina Vittoria del Regno Unito, ma non se ne fece nulla, la stessa Vittoria lo visitò nel 1886 e diversi lavori di restauro vennero intrapresi dall'allora proprietario Walter James Little Gilmour (morto 1887). Dal 1946 il castello passò nelle mani dello stato ed è ora di proprietà dell'Historic Scotland ed è classificato come un monumento al più alto livello di necessità di preservazione.

## Il castello
Cuore del castello è l'antica casatorre a forma di L datata al XIV secolo costruita su una roccia sporgente, attorno a questa si snodano le mura cortilizie del XV secolo con ali di edifici a sud-est, est e ovest. Oltre il muro vi è un muro esterno, più basso che racchiude un altro grande cortile esterno dove vi sono i giardini e una cappella. Altri giardini sono posti a sud dove c'è anche uno stagno con i pesci. Il dongione è una torre a quattro piani alta quasi sedici metri dove all'ultimo piano si trova un soffitto a volta. La torre costruita sulla sommità di una roccia sporgente ha l'entrata principale protetta da una spaccatura naturale della roccia, probabilmente all'epoca veniva attraversata da un ponte di legno finché non venne riempita con la costruzione della cinta muraria. Sopra la porta v'erano le insegne dei Preston e una scala portava al corpo di guardia dove si trovava un buco dal quale gettare armi su coloro che riuscivano a raggiungere l'ingresso principale. Al pian terreno si trovavano le cantine.
Al secondo piano c'era l'ingresso vero e proprio con le cucine e più avanti furono aggiunti passaggi che conducevano alle ali est ed ovest, l'ingresso aveva un grande caminetto scolpito datato attorno al 1500 e un soffitto in legno probabilmente con delle pitture. Le cucine vennero rimpiazzate da una più grande attorno al XVI secolo mentre quella originaria fu convertita in una piccola camera da letto, oltre al camino, già esistente ,venne aggiunta una grande finestra. Sopra la cucina c'era la camera del Signore, la sola camera privata originale dell'edificio. In origine esistevano anche due balconi di legno, uno guardava i giardini a sud e l'altro la campagna circostante ad est.
A metà del XV secolo fra le mura nacque un cortile largo circa 10 metri con attorno mura di 40 metri, ad ogni angolo venne posta una torre con una Postierla alla base della torre di sud-est, ogni torre aveva delle feritoie per le armi intese sia come mezzo difensivo che decorativo. Nel muro settentrionale si trovava un cancello ad arco con sopra le insegne dei Preston, tutta la cinta era difesa da delle piombatoie e dai camminamenti che ne percorrevano tutta la lunghezza. Sull'interno del muro si scorgono tracce di finestre che suggeriscono l'esistenza di edifici volti a sud dentro il cortile, dentro il cortile non v'era un pozzo, ma un trogolo permetteva il trasporto dell'acqua dentro il castello.
L'ala est occupava la parte sud e sud-est del cortile ed è sua coeva, venne poi ricostruita nel XVI secolo e collegata al dongione attraverso una scala a spirale, l'edificio di sud-est era contiguo alla torre centrale e constava di due camere al primo piano, mentre al piano inferiore v'era un Panificio e, forse, una prigione. Qui si trovavano le nuove cucine, collegate al corpo centrale da un corridoio.
L'ala ovest venne completamente ricostruita da John Gilmour che fece erigere dei moderni alloggi adatti alla sua posizione di giudice. Al piano terra si trovava la sala da pranzo e un grande salone con grandi finestre e caminetti scolpiti, nella parte nord c'era la cucina e sotto di essa la cantina per i vini. L'ala ospitava al primo piano quattro camere da letto e una scala collegava la parte ovest al nucleo centrale, attualmente il soffitto è perso, così come i pavimenti.
I muri esterni, datati al XVI secolo, sono più bassi, ma racchiudono attorno a sé un'area decisamente vasta, nella torre di nord-est si trova la colombaia, la cappella di famiglia, costruita attorno al 1520 si trova lì ed è dedicata a Tommaso Becket. Benché sia senza il tetto la famiglia la tiene in uso ancora oggi. I giardini occupano la parte est ed ovest del cortile, il fienile posto nel lato di nord-ovest venne convertito in chiesa presbiteriana nel 1687 per il vicino villaggio di Liberton.